# فریاد بلند (آلبوم)
فریاد بلند!! پنجمین آلبوم گروه اس کا-پی است که در ۲۹ ژوئن  ۲۰۰۲ (میلادی) منتشر شد.
کاور آلبوم توسط گاتو لوپز به تصویر کشیده شد.

## فهرست آهنگ‌ها
همهٔ ترانه‌ها توسط Ska-P نوشته شده‌است.
| شماره      | نام                 | مدت   |
| ---------- | ------------------- | ----- |
| ۱.         | «رمیدن»             | ۳:۲۳  |
| ۲.         | «سلیقه مصرف کننده»  | ۳:۵۸  |
| ۳.         | «به جهنم خوش آمدید» | ۴:۱۱  |
| ۴.         | «کاسپوسوس»          | ۴:۵۹  |
| ۵.         | «بچه سرباز»         | ۳:۴۱  |
| ۶.         | «انتفاضه»           | ۳:۳۵  |
| ۷.         | «مک دلار»           | ۳:۵۸  |
| ۸.         | «فقط برای تفکر»     | ۳:۲۲  |
| ۹.         | «کوردلی»            | ۴:۳۶  |
| ۱۰.        | «سنجاب»             | ۳:۳۸  |
| ۱۱.        | «فراموش کرده‌ای»     | ۳:۲۹  |
| ۱۲.        | «همکاران من»        | ۴:۱۱  |
| مجموع مدت: | مجموع مدت:          | ۴۷:۰۱ |

## اعضا
- پال پال - آواز و گیتار
- لوئیس می - طبل
- خولیو - گیتار بیس
- خوزمی - گیتار
- کوگوته - صفحه‌کلید (موسیقی)
- پی پی - خواننده پشتیبان